# Западные армяне
Западные армяне — условное наименование большей части армян, происходящих с территории Западной Армении и Киликии, говорящих на западноармянском языке. В результате многовекового оттеснения армян с территории Западной Армении и Киликии между XI—XIX вв., и особенно после геноцида армян в Османской империи, подавляющее большинство западных армян оказались изгнанными со своей земли и сегодня разбросаны по более чем 70 государствам. Западные армяне являются вторым по численности народом в Ливане и Абхазии, третьим по численности в Грузии, Сирии, Иордании и на Кипре. Каждый год, 24 апреля, многочисленные общины западных армян по всему миру организуют акции протеста и митинги, с требованиями признания Турцией факта геноцида и признания права их безопасного возвращения на историческую родину.

## История

География геноцида армян.

По Амасийскому мирному договору 1555 года между Османской Турцией и Сефевидской Персией, Западная Армения попала под владычество Османской империи. Положение в 3ападной Армении резко изменилось в XIX веке. Армяне, как и остальные христианские народы, населяющие Османскую империю, подвергались сильнейшим гонениям, были лишены всяких прав на защиту жизни и имущества.

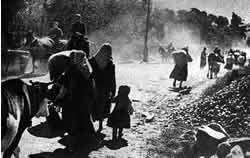
Западные армяне покидают город, захваченный турками. 1920 год.

Русско-турецкая война 1877—78, Сан-Стефанский мирный договор и Берлинский трактат (1878) изменили обстановку в 3ападной Армении. Армянский вопрос был признан международной проблемой, что, однако, привело только к большему ужесточению турецких мер в отношении армянского населения Западной Армении. В результате армянских погромов 1894—96 годов погибло по разным оценкам от 100 до 300 тысяч западных армян.
Воспользовавшись началом Первой мировой войны, младотурецкое правительство, пришедшее к власти после переворота 1908 года, приступило к массовому уничтожению западных армян. В результате геноцида 1915-23 годов было убито примерно 1,5 млн армян, абсолютное большинство выживших были вынуждены покинуть свою родину.
Занявшие в 1915—16 годах большую часть территории 3ападной Армении (города: Ван, Эрзурум, Муш, Трапезунд, Эрзинджан) русские войска, после Октябрьской революции были вынуждены покинуть её. Однако, поскольку Турция, как союзник Германии, оказалась в числе стран, проигравших Первую мировую войну, то по Севрскому мирному договору 1920 года находящееся в занятом войсками Антанты Константинополе правительство Османской империи признало Армению как независимое и свободное государство и отказалось от всех прав на отошедшие к Армении территории. Однако, подписанный султанским правительством договор не был ратифицирован Великим национальным собранием Турции. В дальнейшем Кемалистская Турция отказалась от каких-либо уступок и возобновила войну. По заключённым в 1921 году Московскому и Карсскому договорам к Турции перешли Карс, Ардаган, Сурмалинский уезд. Позиция турецкой стороны по армянскому вопросу ещё более укрепилась в результате Лозаннской конференции 1923 года.

## Численность и расселение

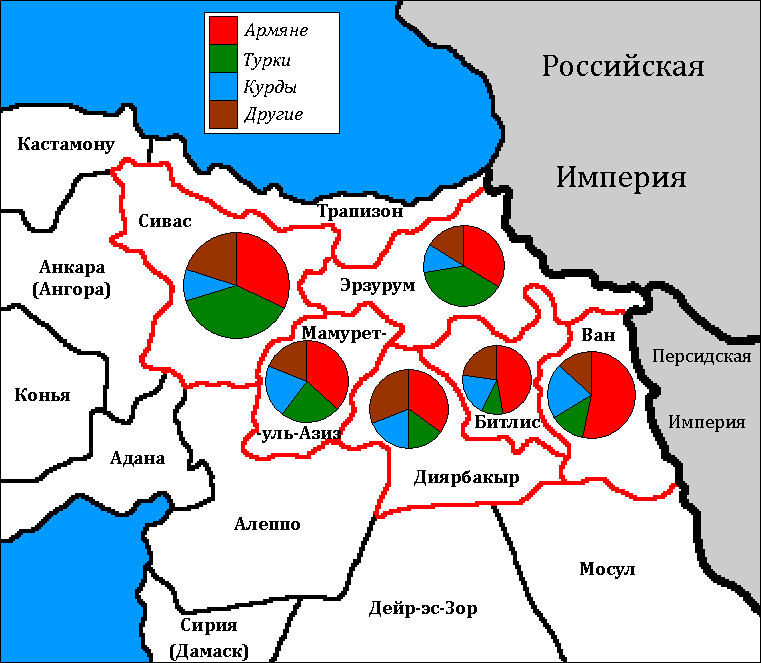
Этническая карта Западной Армении перед Геноцидом армян 1915 года.

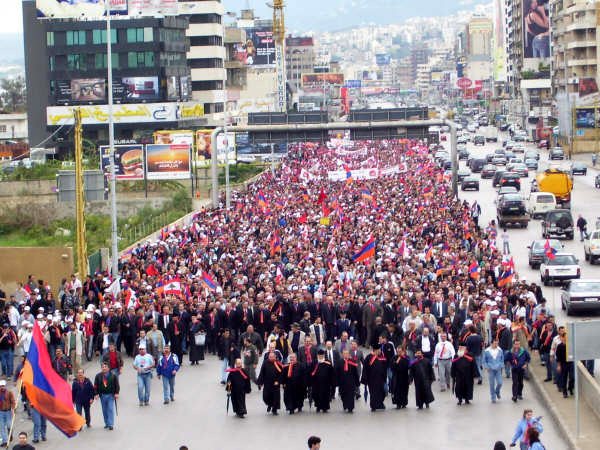
Манифестация западных армян в Бейруте, столице Ливана, в 91-ю годовщину Геноцида армян в Османской империи, 2006 год.

### Накануне геноцида
В 1912 году, согласно данным Константинопольского патриархата (армяно-григорианского), численность западных армян (исповедовавших григорианство) по провинциям (вилайетам) Османской империи оценивалось следующим образом:
- Ван — 185.000 (52.9 % от всего населения провинции), проживали в 450 населенных пунктах.
- Битлис — 180.000 (47.1 %), проживали в 618 населенных пунктах.
- Харпут — 168.000 (37.3 %), проживали в 279 населенных пунктах.
- Тигранакерт (Диярбекир) — 105.000 (35.5 %), проживали в 249 населенных пунктах.
- Эрзурум — 215.000 (34.1 %), 425 населенных пункта.
- Сивас — 165.000 (32.5 %), проживали в 241 населенный пунктах.

Эти провинции составляли так называемые шесть (армянских) вилайетов, в которых процент армянского населения накануне геноцида был наибольшим и варьировался от более чем половины населения (Ван) до более чем одной трети (Сивас). Седьмым регионом Османской Турции со значительным армянским населением была Киликия — 205.000 армян (41.8 % всего населения), проживали там в 187 населенных пунктах. Таким образом, всего в провинциях исторической Западной Армении (Шесть вилайетов) а также в Киликии (на месте исторического армянского Киликийского царства) проживало 1.223.000 армян (37 % всего населения этих семи провинций), а 2.567 населенных пункта были либо полностью населены армянами, либо имели значительное армянское население.
Помимо этого, западные армяне проживали в приграничных с Западной Арменией районах Азиатской Турции — 440.000 (8 %), 237 населенных пункта. В Константинополе в то время проживало 183.000 армян (16.8 % от населения города). Таким образом, всего Константинопольский патриархат насчитал в Турции не менее 2 миллионов армян-приверженцев ААЦ (неясно, затронули ли эти данные все регионы Турции; исламизированные хемшилы, армяне-католики и православные армяне, видимо, не учитывались).

### После геноцида
Согласно докладу, подготовленному для правительства США в 1922 году, на тот момент насчитывалось 817,873 армянских беженца из Османской Империи. Ещё 376,000 человек остались на территории образованной в 1923 году Турецкой республики. Подавляющее большинство оставшихся были в дальнейшем исламизированы правительством Кемалистской Турции, их потомки известны под названием криптоармян.
Согласно тому же докладу, общее число армян в мире, включая этих беженцев, в 1922 году составляло 3,004,000 человек, в том числе:
- в Турции — 376,000 (не считая 95,000 ранее исламизированных хемшилов)
- в Советской России (СССР юридически был образован только в конце того же года) — 2 200 000 , из которых:
  - 1,200,000 в «Ереванской республике» (так в документе называется Армянская ССР)
  - 400,000 в Грузинской ССР
  - 340,000 в Азербайджанской ССР (включая Нагорный Карабах)
  - 255,000 в других частях СССР.

Из этого количества большинство проживало на территории Российской империи и до Первой мировой войны, и, по понятным причинам, не учитывалось в переписи турецких армян, проводимой Константинопольским патриархатом.
- В Сирии, Палестине и Месопотамии — 104,000
- В Египте, Судане и Эфиопии — 28,000
- В Индии, Китае и Австралии — 12,000
- В Персии — 50,000
- В Греции и на Кипре — 79,000
- в Болгарии — 46,000
- в Румынии — 43,000
- в странах Западной Европы — 35,000
- в США и Канаде — 128,000.

## Религия

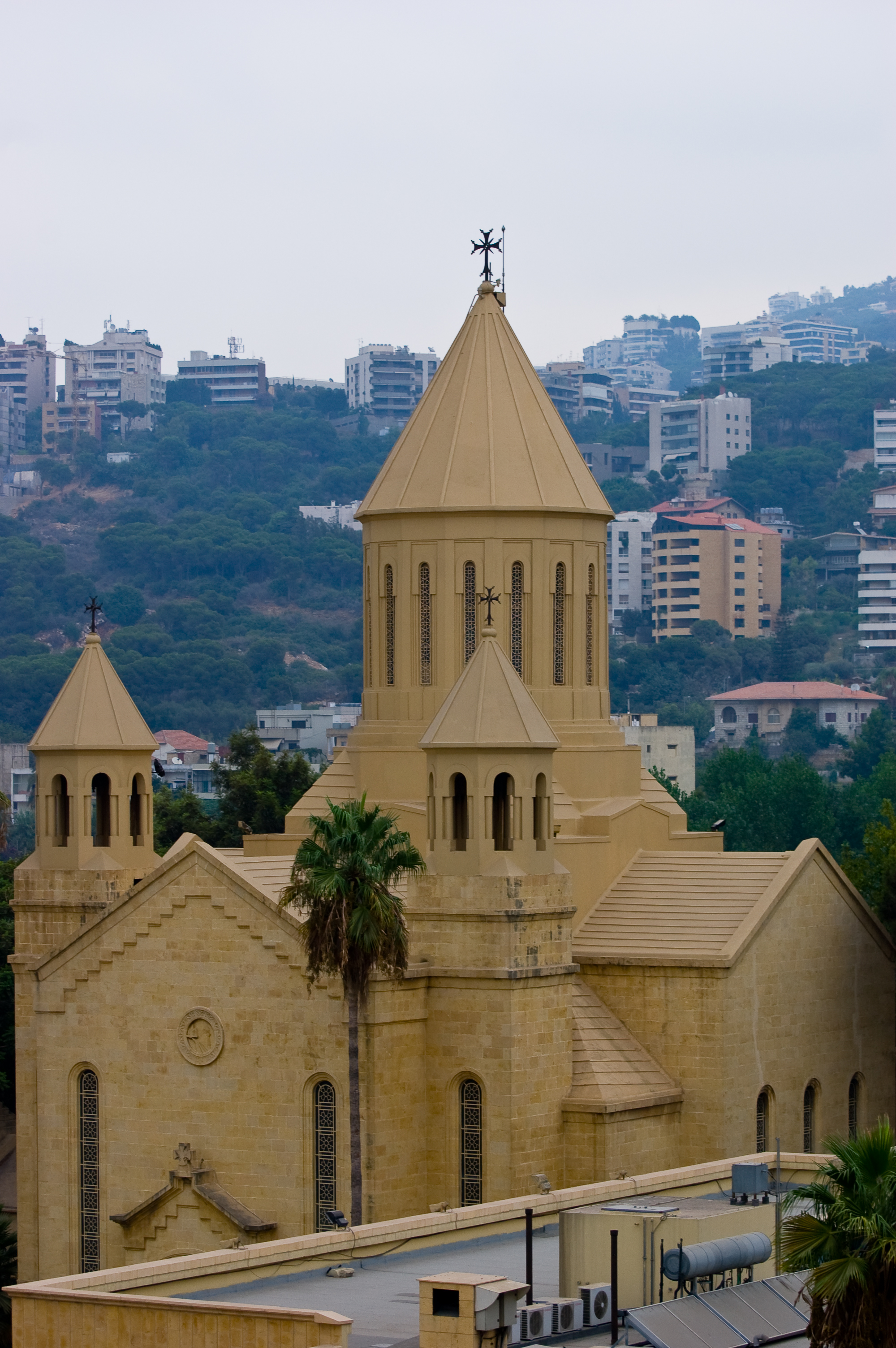
Кафедральный собор Киликийского католикосата в городе Антелиасе, Ливан

### До геноцида
Накануне Геноцида армян, в Османской империи находилось 3368 действующих армянских апостольских (григорианских) церквей и монастырей, в том числе по провинциям:
- Эрзурум — 482
- Ван — 537
- Тигранакерт (Диярбекир) — 158
- Харпут — 307
- Битлис — 671
- Сивас — 219
- Трапезунд — 109
- Киликия — 537
- Западная Анатолия — 281
- Восточная Фракия и Константинополь — 67

Эти данные также относятся к 1912 году и были собраны Константинопольским патриархатом.
Подавляющее большинство этих церквей и монастырей было уничтожено в XX веке в ходе геноцида армян, другие были переделаны в мечети или же пребывают в запущенном состоянии.

### В наши дни
Сегодня большинство западных армян по-прежнему являются приверженцами вероучения Армянской апостольской церкви. 
Армянская апостольская церковь (ААЦ) имеет два католикосата: Эчмиадзинский (юрисдикция — Армения и всё постсоветское пространство; обычно именуется просто ААЦ) и Киликийский (резиденция католикоса со времён геноцида находится в городе Антелиасе, Ливан), пребывающие в полном каноническом общении (вплоть до того, что Гарегин I был сперва Киликийским (1983—1995) а затем Эчмиадзинским (1995—1999) католикосом). Есть также приверженцы католицизма и православия, в девятнадцатом веке появились и протестанты. Малочисленные армяне-христиане, оставшиеся в Турции, принадлежат к Константинопольскому патриархату, подконтрольному правительству этой страны. Отдельной категорией являются криптоармяне (скрытые армяне, проживающие в современной Турции), исповедующие ислам суннитского толка или алевизм.

## Язык
Западноармянский язык является одним из двух литературных вариантов армянского языка, наряду с восточноармянским. По сравнению с восточноармянским языком, западноармянский сохранил большее количество архаизмов. Западноармянский язык имеет множество диалектов — нор-нахичеванский (донской, крымско-анийский), ванский, амшенский, константинопольский, арабкирский, диалект области Карин (гюмрийский, джавахкский, карсский, эрзрумский) и др., которые в свою очередь подразделяются на субдиалекты.